# Ukraine ved vinter-OL 2022
Ukraine deltog i vinter-OL 2022 i Beijing, Kina i perioden 4. – 20. februar 2022.

## Medaljer
| 2022 Beijing | Guld | Sølv | Bronze | Total |
| Ukraine      | 0    | 1    | 0      | 1     |

### Medaljevindere
| Ukraine under vinter-OL 2022 i Beijing | Ukraine under vinter-OL 2022 i Beijing | Ukraine under vinter-OL 2022 i Beijing | Ukraine under vinter-OL 2022 i Beijing | Ukraine under vinter-OL 2022 i Beijing |
| Medalje                                | Navn                                   | Sport                                  | Event                                  | Dato                                   |
| -------------------------------------- | -------------------------------------- | -------------------------------------- | -------------------------------------- | -------------------------------------- |
| Sølv                                   | Oleksandr Abramenko                    | Freestyle ski                          | Mændenes aerials                       | 16. februar                            |